# اینتل ۸۰۸۰

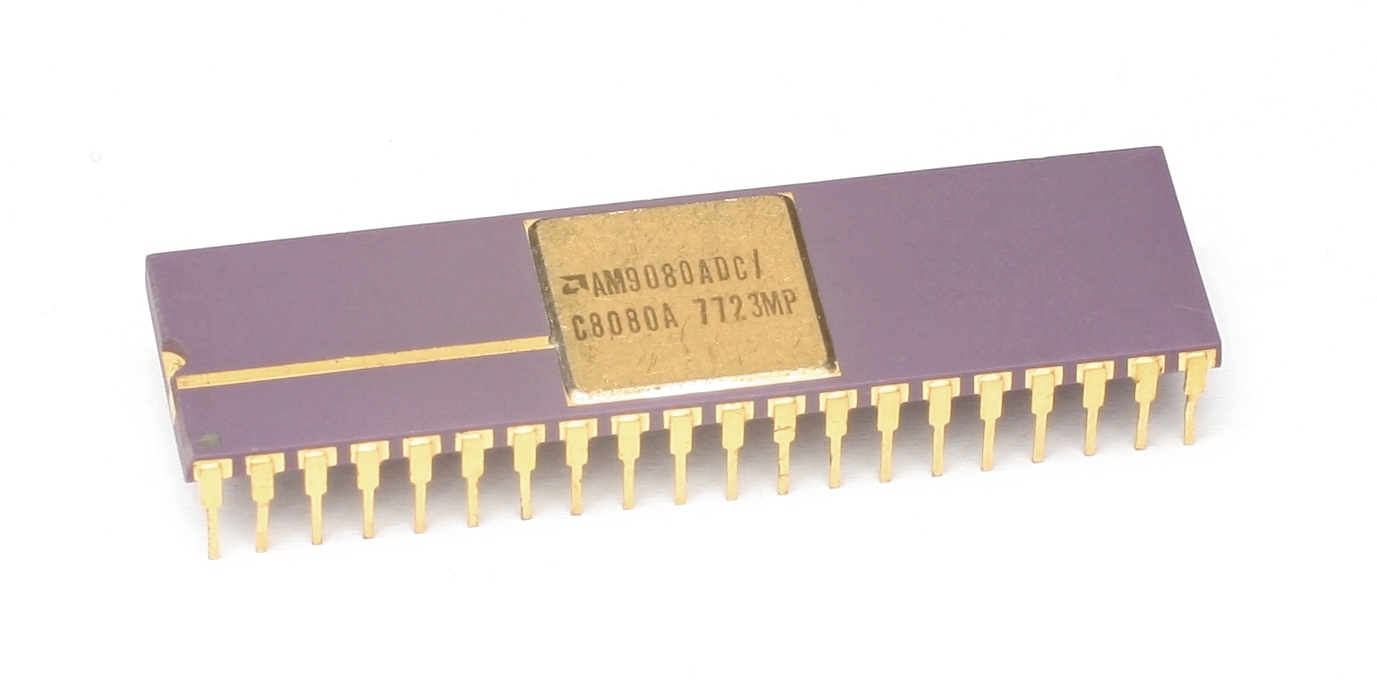
AMD شبیه‌سازی شده AM9080.

اینتل ۸۰۸۰ دومین ریزپردازنده‌ی ۸ بیتی طراحی و ساخته شده توسط اینتل بود در آوریل ۱۹۷۴ عرضه شد. اینتل ۸۰۸۰ نوع گسترش‌یافته و بهبودیافته‌ای طراحی ۸۰۰۸ بود اگر چه هماهنگی باینری با آن نمی‌داشت–یعنی برنامه‌های اسمبل شده برای ۸۰۰۸ در ۸۰۸۰ قابل استفاده نبودند. فرکانس پایهٔ مشخص شده به ۲مگاهرتز محدود بود و دستورالعمل‌های متداول آن زمان اجرایی برابر ۴، ۵، ۷، ۱۰ یا ۱۱ سیکل داشتند که این به معنی صدها دستورالعمل در ثانیه بود. ۸۰۸۰ گاهی به عنوان «اولین ریزپردازندهٔ واقعاً قابل استفاده» شناخته می‌شد با وجود اینکه ریزپردازنده‌های قبل‌تر از آن هم برای محاسبه و سایر برنامه‌ها استفاده می‌شدند.